# بانفيلو لاكسون
بانفيلو لاكسون ( مواليد 1 يونيو 1948) هو سياسي فلبيني يشغل حالياً منصب عضو في مجلس الشيوخ الفلبيني منذ 2016.